# التيجان في ملوك حمير
كتاب التيجان وهو كتاب عن سيرة وقصص ملوك مملكة حمير التبابعة  راويه أبو محمد عبد الملك بن هشام بن أيوب الحميري البصري المتوفي سنة (218هـ) عن أسد بن موسى عن ابى إدريس بن سنان عن جده لامه وهب بن منبه.

## فهرس الكتاب
1. نسب ولد حام
2. ملك حمير
3. وائل بن حمير
4. ملك وائل بن حمير
5. ملك السكسك بن وائل
6. ملك يعفر بن السكسك
7. عامر ذو رياش
8. ملك المعافر بن يعفر
9. ملك شداد بن عاد
10. قصة المغارة التي فيها شداد بن عاد والصعاليك الثلاثة حين دخلوها وما جرى عليهم
11. ملك لقمان بن عاد
12. ملك الهمال بن عاد المعروف بذي شدد ملك متوج
13. ملك الحارث بن الهمال
14. ملك الصعب ذي القرنين
15. وصية الخضر عليه السلام
16. ملك أبرهة
17. ملك العبد بن أبرهة
18. ملك عمرو بن أبرهة
19. ملك شرحبيل
20. ملك الهدهاد ابنه
21. ملك بلقيس
22. ملك بلقيس بنت الهدهاد ملكة
23. ملك رحبعم بن سليمان عليه السلام
24. ملك مالك بن عمرو بن يعفر
25. ولاية عمرو بن الحارث بن مضاض
26. ملك شمر يرعش بن ناشر النعم
27. ملك نبع صيفي بن شمر يرعش بن عمرو ناشر النعم
28. عمرو بن عامر مزيقيا ملك متوج تبع
29. عمرو بن جفنة أول من تتوج من ملوك غسان بالشام
30. ربيعة بن نصر بن مالك متوج باليمن بين أضعاف التبابعة
31. تبان أسعد أبو كرب ملك متوج باليمن
32. قصة النار التي كانت تعبدها حمير وكيف تركتها ورجعت إلى دين اليهودية
33. حسان بن تبان أسعد أبو كرب ملك متوج
34. عمرو بن تبان ملك متوج
35. عبد كاليل بن ينوف ملك متوج
36. تبع بن حسان ملك متوج
37. ربيعة بن مرثد ملك متوج
38. حسان بن عمرو ملك متوج
39. أبرهة بن الصباح ملك متوج
40. لخيعة بن ينوف ملك متوج
41. ذو نواس زرعة بن تبان أسعد ملك متوج
42. أبرهة الاشرم
43. يكسوم بن ابرهة الاشرم ملك متوج
44. سيف بن ذي يزن أول ملك متوج
45. أخبار عبيد بن شرية الجرهمي في أخبار اليمن وأشعارها وأنسابها على الوفاء والكمال والحمد لله على كل حال
46. حديث هلاك عاد
47. يتلوه حديث عاد الآخرة
48. يتلوه حديث ثمود بن عابر بن أرم بن سام
49. حديث جرهم وخروجهم من اليمن إلى الحرم
50. ناشر النعم بن عمرو بن يعفر بن عمرو
51. شمر يرعش بن افريقيس بن أبرهة بن الرائش
52. تبع الاقرن وهو ذو القرنين
53. ملكي كرب بن أسعد بن تبع الأكبر
54. أسعد أبو كرب الأوسط
55. (تمام الحديث عن تاريخ الكامل لابن الأثير)

## وصللات خارجية
- كتاب التيجان
- قائمة ملوك حمير